# Johann Adam Soherr
Johann Adam Soherr (* 12. Oktober 1706 in Mannheim; † September/Oktober 1778 in Lübeck) war königlich dänischer Hofbaumeister sowie Stadtbaumeister in Mannheim und Lübeck und Bauhofmeister der Hansestadt Lübeck.

## Leben

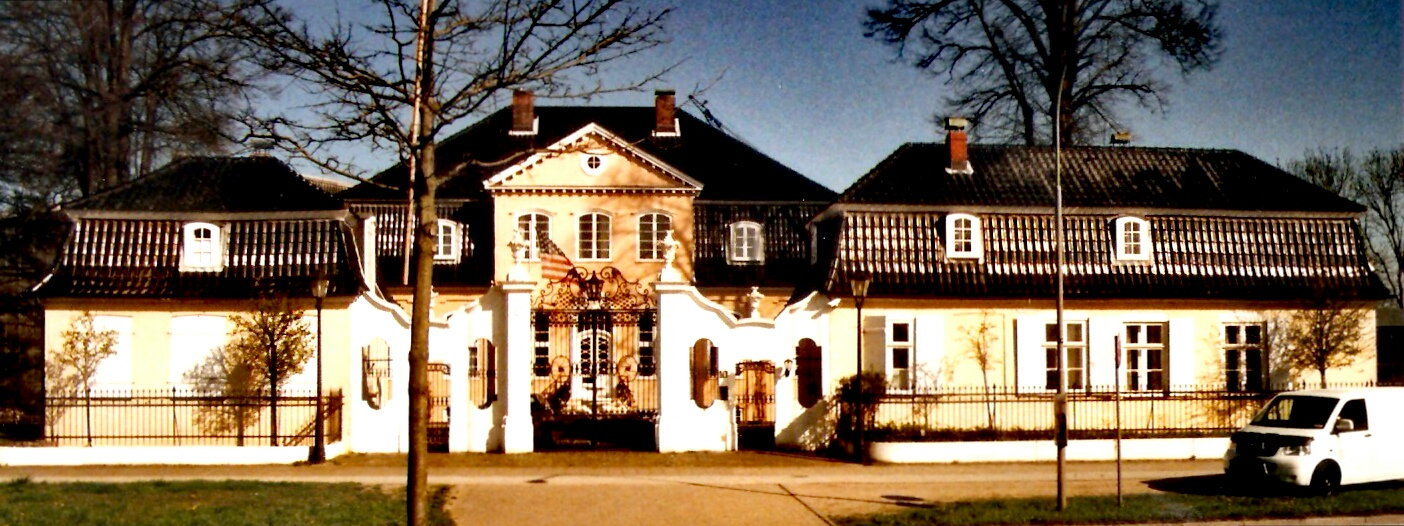
Schlösschen Bellevue, gebaut 1754 bis 1756

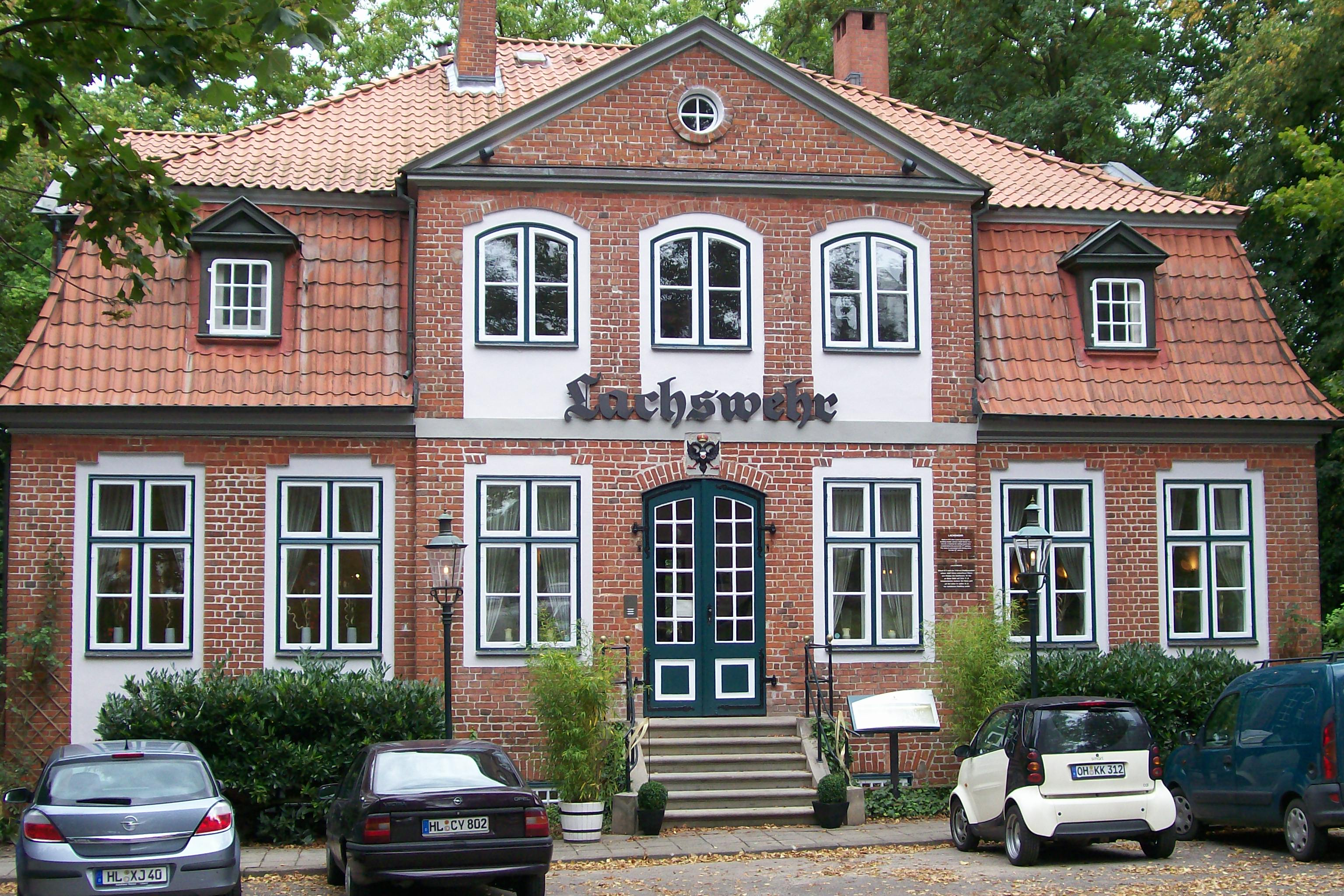
Gartenrestaurant Lachswehr, 1771

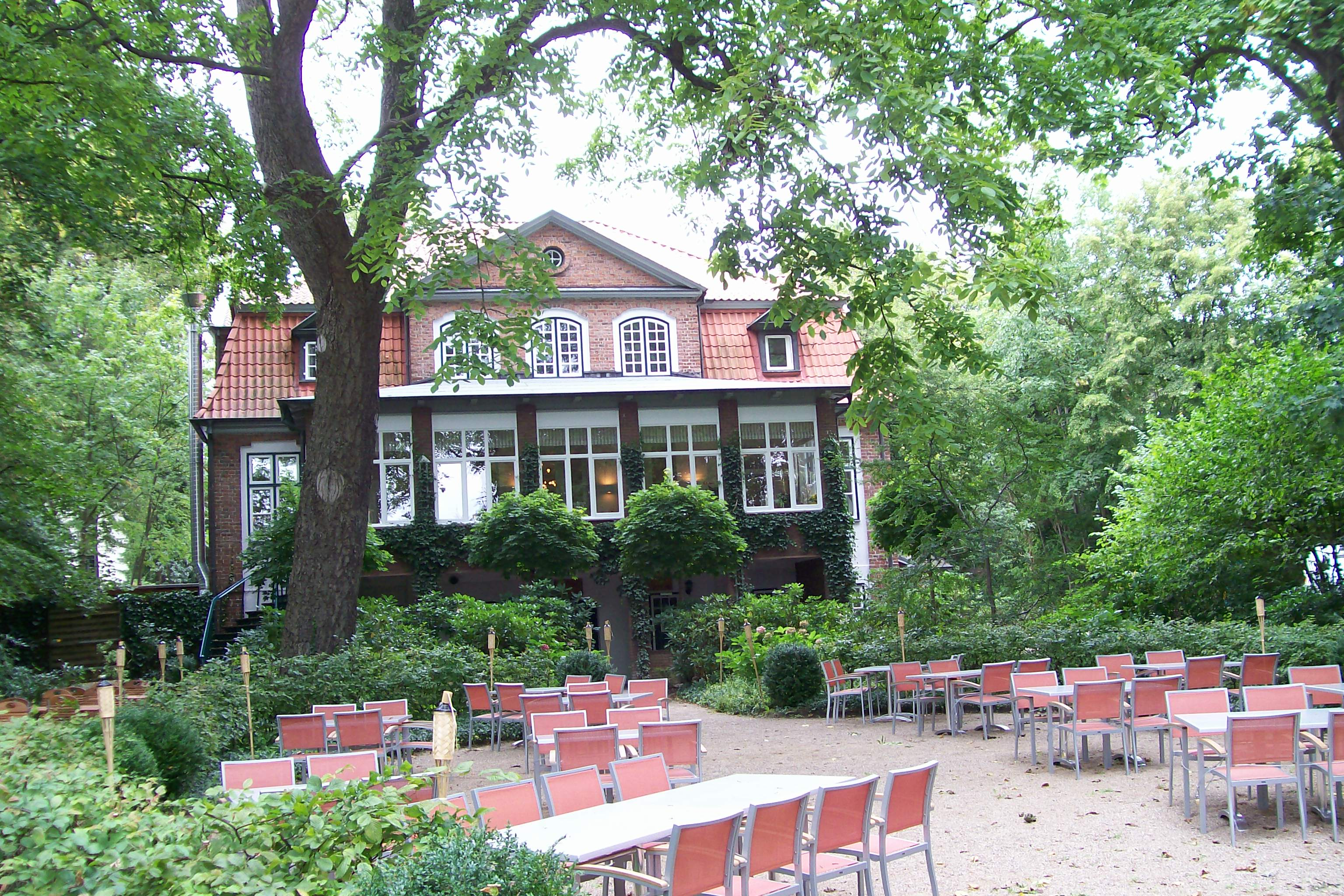
Gartenseite der Lachswehr zur Trave

Im Alter von 24 Jahren wurde Soherr 1730 Stadtbaumeister seiner Heimatstadt Mannheim. Zwei Jahre später ging er nach Kopenhagen, wo er 1733 Bauinspektor wurde. Ab 1742 war er dänischer Hofbaumeister unter Laurids de Thurah und Nicolai Eigtved. Anfang desselben Jahres bekam seine Frau Maria den Sohn Johann Franz, der am 2. März 1742 in der St.-Petri-Kirche zu Kopenhagen getauft wurde. 1745 leitete er den Umbau von Schloss Jægerspris.
Im Jahr 1749 wurde er zum Stadtbaumeister und Bauhofmeister in Lübeck ernannt. 1750 baute er das Pfarrhaus in Behlendorf (Kreis Herzogtum Lauenburg). Ebenfalls 1750 wurde er beauftragt, Pläne für den Bau einer Windmühle zu entwerfen. Als Standorte schlug Soherr die Bastion Schwansort auf dem Mühlentorwall und das schon früher bis auf den Rumpf zurückgeführte Kaisertor vor. Gleichzeitig empfahl er aber, eine von Wind und Wetter unabhängige Mühle zu errichten. Der Rat folgte dieser Empfehlung und entschied, auf der „wüsten Stelle an der Trave, wo ein paar baufällige Häuser abgebrochen“, eine Rossmühle bauen zu lassen, die erst 1918 zu Wohnzwecken umgebaut wurde.
Im Jahr 1751 baute Soherr in Ritzerau (Kreis Herzogtum Lauenburg) die Brauerei und Brennerei und 1753 das Pächterhaus, ein Bau mit sieben Fensterachsen und mittigem Zwerchhaus. In den Jahren 1754–1755 baute er den Audienzsaal im Lübecker Rathaus um (ehemaliger Hansesaal) und anschließend 1755 bis 1756 den Börsensaal.
Von 1757 bis 1763 ließ er die Peter-Paul-Kirche in Bad Oldesloe als längsrechteckige Saalkirche mit eingezogenem Chor und doppelgeschossigen Emporen errichten. Sie ersetzte eine baufällige und mehrfach stark reparierte mittelalterliche Kirche aus dem Jahr 1150.
Von 1754 bis 1756 baute Soherr für den Lübecker Kaufmann Hieronymus Küsel das Schlösschen Bellevue an der Einsiedelstraße in Lübeck, ein früheres Sommerhaus mit aufwendig gestaltetem Garten und einer einst zur Trave führenden Allee.
1761 war Soherr möglicherweise am Herrenhaus Stockelsdorf tätig und 1761 bis 1763 für den Ratsherrn Diedrich von Bartels am Herrenhaus des Gutes Niendorf im heutigen Stadtteil Moisling. Von 1769 bis 1771 baute er den neuen Westturm an der Backstein-Basilika zu Nusse (Kreis Herzogtum Lauenburg). Vom Rat der Stadt Lübeck erhielt er 1771 den Auftrag zum Bau des bis heute bestehenden Gartenrestaurants Lachswehr. 1773 wurde die zuvor hölzerne Puppenbrücke über die Trave in Lübeck auf Soherrs Veranlassung erstmals aus Stein neu gebaut und mit Figuren von Dietrich Jürgen Boy ausgestattet, die der Brücke schließlich ihren Namen gaben.
In den Jahren 1773 bis 1775 errichtete Soherr das neue Gutshaus auf Gut Behlendorf und entwarf 1774 bis 1745 für den Baumeister Johan August Rothe die Pläne für ein Beamtenwohnhaus und zwei Wirtschaftsgebäude. 1774 errichtete er den Westturm der 1836 abgebrochenen alten Kirche Nusse. 1775 baute er für das Stadtgut Lübeck-Steinrade (heute Lübeck-Schönböcken) ein neues Gutshaus.
Am 19. September 1778 übergab er sein Amt an seinen Sohn Johann Franz Soherr und starb schon wenige Tage später.

## Ehrungen
In Lübeck wurde die Johann-Soherr-Straße nach ihm benannt.